# Fray Marcos
Fray Marcos és una localitat ubicada al sud-est del departament de Florida, Uruguai. D'acord amb les dades del cens de l'any 2004, el poble tenia una població aproximada de 2.510 habitants, la majoria dels quals treballaven en l'àmbit rural i agropecuari.
Fray Marcos va ser fundat el 1887, quan es va construir la línia del ferrocarril amb destinació a Nico Pérez, un altre poble del departament. L'origen del nom d'aquesta localitat és encara desconegut.